# Wigny
Wigny est un hameau de la ville belge de Bastogne situé en Région wallonne dans la province de Luxembourg. Il fait partie de la section de Flamierge.

## Histoire
Avant la fusion des communes de 1977, Wigny faisait partie de la commune de Flamierge. Il fut alors intégré à la nouvelle commune de Bertogne.
Depuis le 2 décembre 2024, à la suite de la fusion de la commune de Bertogne avec celle de Bastogne, il fait partie de la commune de Bastogne.

## Situation
Implanté à l'écart des grands axes routiers, Wigny est un petit hameau rural d'Ardenne (quelques anciennes fermes du XVIIIe siècle et du XIXe siècle) situé dans un environnement vallonné de prairies et de vergers complètement entourés d'espaces boisés. L'Ourthe occidentale coule à moins de 2 km au nord du hameau.
Le hameau est accessible depuis les localités de Givroulle, Salle, Roumont et Wyompont (commune de Tenneville).

## Patrimoine
La chapelle dédiée à saint Joseph a été construite en pierres de grès schisteux en 1721. L’autel porte la date de 1756. L'encadrement de la porte est en pierre de taille et ceux des quatre fenêtres en briques rouges. Des vitraux ornent les fenêtres. La toiture est en ardoises. Un clocheton surmonté d'une croix en fer forgé domine l'édifice.
À côté de la chapelle, une aire de repos avec banc se trouve derrière une fontaine formée de trois bacs en pierre.